# “三严三实”专题教育
“三严三实”专题教育，是中国共产党针对中华人民共和国县处级以上领导干部开展的一次政治思想教育活动。
2015年4月19日，中共中央办公厅印发《关于在县处级以上领导干部中开展“三严三实”专题教育方案》，并发出通知。要求各地区各单位做到专题教育与日常工作“两手抓”、“两不误”。其中，“严以修身、严以用权、严以律己；谋事要实、创业要实、做人要实”被官方简述为“三严三实”。

## 词源
2014年3月9日，中共总书记习近平在参加中华人民共和国第十二届全国人民代表大会第二次会议安徽代表团审议时，对干部的作风建设提出“严以修身、严以用权、严以律己，谋事要实、创业要实、做人要实”的24字要求。后被作为党内重要专题教育，官方简述为“三严三实”。

## 要求
把握教育主题、突出问题导向、贯彻从严要求、坚持以上率下、注重讲究实效。

## 主要活动
- 党委书记带头讲“三严三实”专题讲课
- 开展主题学习研讨
- 召开专题民主生活会和组织生活会
- 强化整改落实和立规执纪 [6][5]